# Milton Nascimento (album)
Milton Nascimento è il terzo album del cantante e compositore brasiliano Milton Nascimento, pubblicato nel 1969 dalla Odeon, sussidiaria della EMI. La stessa EMI ripubblica il disco nel 1995.
| Recensione | Giudizio |
| ---------- | -------- |
| AllMusic   | [ 1 ]    |

## Tracce
Lato 1
1. Sentinela – 4:26
2. Rosa do Ventre – 2:47
3. Pescaria (Canoeiro)/O Mar é Meu Chão – 2:02
4. Tarde – 3:46

Lato 2
1. Beco do Mota – 3:03
2. Pai Grande – 3:34
3. Quatro Luas – 3:11
4. Sunset Marquis 333 Los Angeles – 2:21
5. Aqui, Ó! – 4:13